# Greatest Hits 1974–78
Greatest Hits 1974–78 é um álbum de Steve Miller Band.